# Myinkyado
Myinkyado est une ville de l'État Shan, en Birmanie.